# Harpsden
Harpsden is een civil parish in het bestuurlijke gebied South Oxfordshire, in het Engelse graafschap Oxfordshire met 560 inwoners.